# Abadã (município)
O município de Abadã (em persa: شهرستان آبادان) se localiza na província de Cuzistão, no Irã, tendo como sua capital a cidade homônima.

No censo de 2006, a população do município era de 275 126 habitantes, em 58 870 famílias, e o município está dividido em dois distritos: o distrito central e o distrito de Arvandkenar, e também possui duas cidades: Abadã e Arvandkenar.

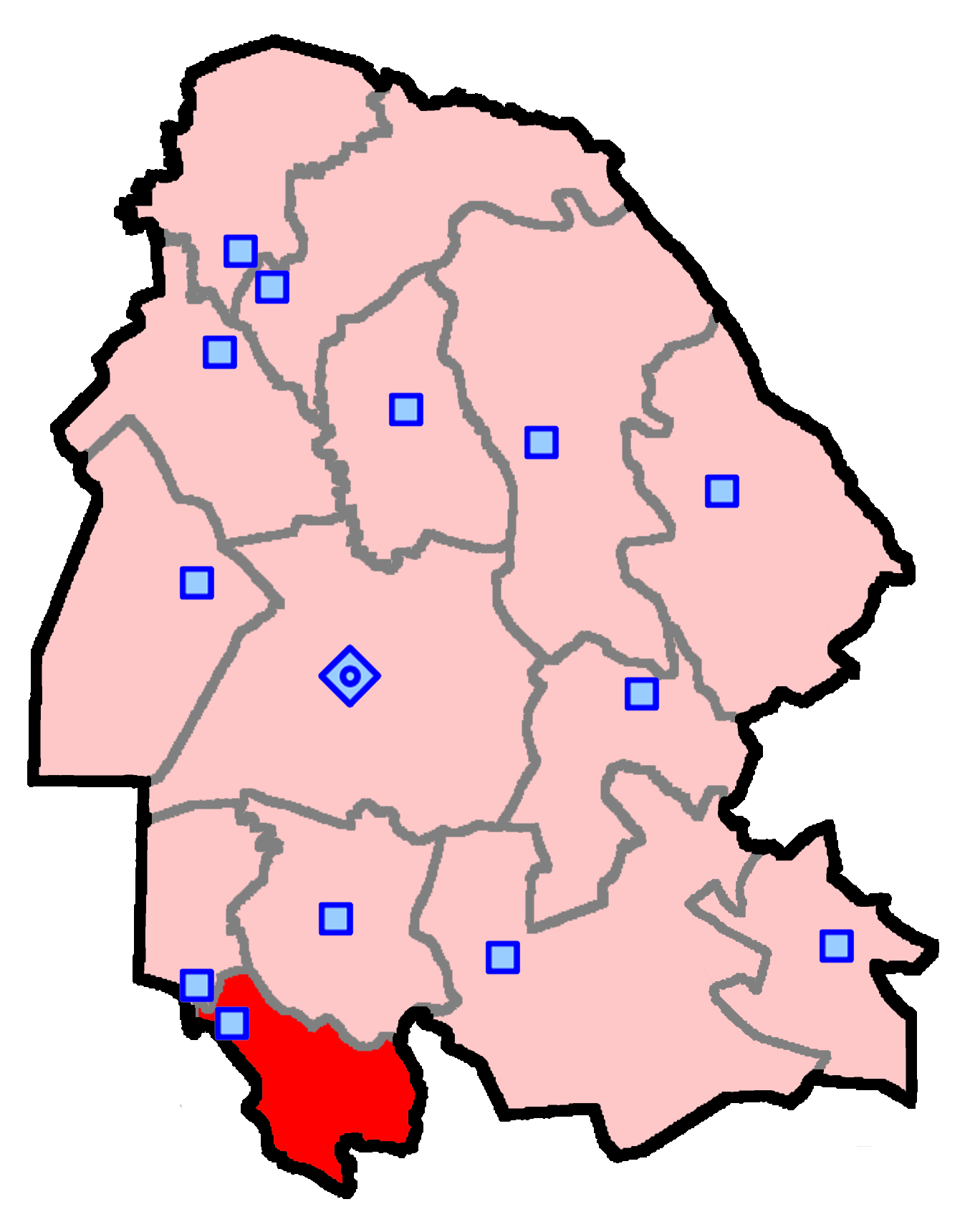
Condado de Abadã